# Kansas flagga
Kansas flagga antogs 1927, men ändrades till dess nuvarande form 1963, genom att statens namn i gyllene versaler tillfogades under statens sigill. Delstatens sigill från 1861 skymtar i förgrunden. Ovanför det finns Kansas delstatsblomma, solrosen.